# Carneirinho
Carneirinho is een gemeente in de Braziliaanse deelstaat Minas Gerais. De gemeente telt 9.129 inwoners (schatting 2009).

## Aangrenzende gemeenten
De gemeente grenst aan Iturama, Limeira do Oeste, Itajá (GO), Aparecida do Taboado (MS), Paranaíba (MS), Mesópolis (SP), Populina (SP), Santa Albertina (SP), Santa Clara d'Oeste (SP) en Santa Rita d'Oeste (SP).

## Verkeer en vervoer
De plaats ligt aan de weg BR-497.